# Loodgieter

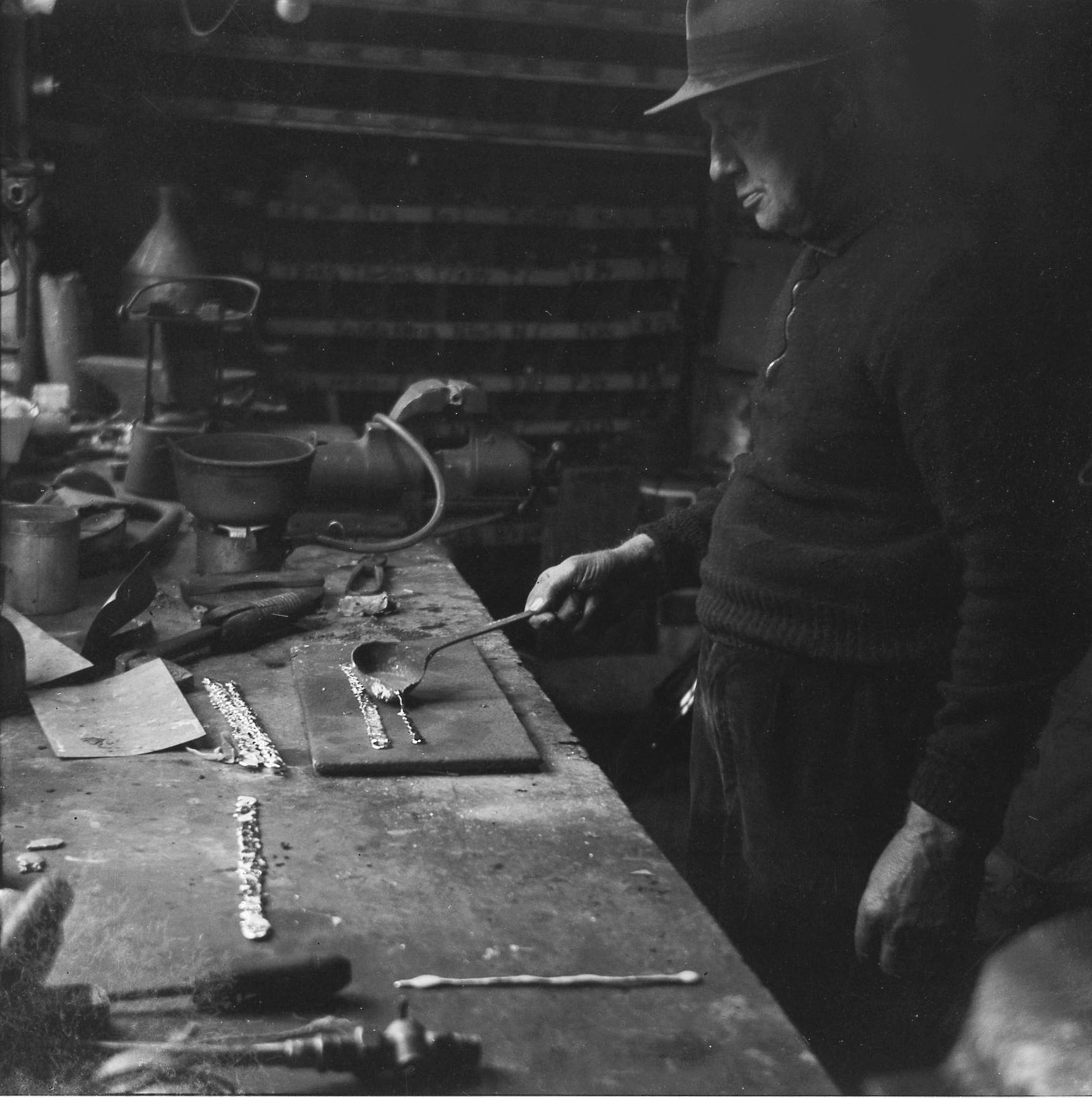
Een loodgieter giet stroken lood

Een loodgieter is een vakman die zich richt op aanleg en onderhoud van sanitair, verwarmingsinstallaties, waterleidingen en/of riolering.
Het woord loodgieter is ontleend aan het gieten van stroken lood en loden pijpen. Deze stroken werden gebruikt om buizen waterdicht te maken. In het begin van de twintigste eeuw waren er nog geen gas- of watertechnische installaties. De loodgieter bestond echter al. Op het dak werden van oudsher loden platen gebruikt. Die werden op een hellende tafel uitgegoten nadat het lood door verwarming vloeibaar werd gemaakt. In oudere gebouwen komt dakbedekking als lood voor, koper ook en later zink. Toen de waterleiding en riolering zijn intrede deden, werden er loden water- en afvoerleidingen gebruikt, en kwam het bijbehorende werk bij de loodgieter terecht. De loodgieter werd na ca 1950 vanwege het ruimere takenpakket steeds vaker een installateur genoemd.

## Nederland
Kort na de Tweede Wereldoorlog vestigden zich veel nieuwe loodgieters in Nederland om aan de wederopbouw te helpen. Om zich als zelfstandig loodgietersbedrijf te vestigen moest men aan drie voorwaarden voldoen. Men diende in het bezit te zijn van het middenstandsdiploma, een vakdiploma en enige kredietwaardigheid. Het vakdiploma, het GAWALO-diploma (erkend GAsfitter, WAterfitter en LOodgieter) kon men met een avondopleiding in vier of vijf jaar behalen. Het middenstandsdiploma was eveneens, op bijvoorbeeld een Handelsavondschool, met het volgen van avondlessen in twee jaar te halen. Bij het invoeren van deze Vestigingswet kregen de toen al bestaande loodgieters vrijstelling van de vakbekwaamheidseisen: ze waren immers al vakbekwaam.
Er is een vakvereniging voor loodgieters, Techniek Nederland. Hier kunnen bedrijven lid van worden wanneer zij bepaalde diploma's in huis hebben (ten minste een van de personeelsleden) en aan de eisen voldoen.

## Trivia
- Daryl Gurney was loodgieter voordat hij professioneel darter werd.[1]